# Stanislav Tábor
Stanislav Tábor (* 5. října 1956 Klatovy) je bývalý československý atlet, běžec, který se specializoval na střední a dlouhé tratě.

## Kariéra
Začínal s hokejem a poté s atletikou v Sušici. Na svém prvním mistrovství běžel 300 metrů, poté postupně přecházel na tratě delší. Od svých dvaceti let byl členem RH Praha a jeho trénink vedl trenér vytrvalců Miloš Písařík.
V roce 1978 se stal československým mistrem v přespolním běhu. V dalších letech přidal československé tituly i v bězích na 3 kilometry (v hale 1982), 5 kilometrů (1981), 10 kilometrů (1983) a další tři v přespolním běhu. Československo reprezentoval ve čtyřech mezistátních utkáních.
Po ukončení sportovní kariéry pracoval jako masér a fyzioterapeut.